# Coringasuchus
Coringasuchus anisodontis
Genre
Espèce
Coringasuchus est un genre éteint de crocodyliformes, un clade qui comprend les crocodiliens modernes et leurs plus proches parents fossiles. Il est considéré comme un possible Notosuchia (ou notosuchiens en français) par ses inventeurs ou, parfois, depuis 2014, rattaché à ce sous-ordre.
Une seule espèce est assignée au genre : Coringasuchus anisodontis ; elle est décrite par A. W. A. Kellner et ses collègues en 2009. 

## Découverte et datation
Ses restes fossiles ont été découverts dans le nord-est du Brésil dans l'État du Maranhão.
Ils proviennent  de la formation géologique d'Alcântara du début du Crétacé supérieur dont l'âge plus précis est probablement Cénomanien inférieur, il y a environ 100 Ma (millions d'années).

## Description
Les alvéoles dentaires de Coringasuchus ont des morphologies différentes qui prouvent que sa denture était hétérodonte ; certaines de celles-ci sont distinctement surélevées par rapport au bord dorsal du dentaire. Ces deux caractères indiquent qu'il s'agit possiblement d'un Notosuchia. 

## Classification
Coringasuchus est peut-être un Notosuchia selon ses inventeurs en 2009. Dans leur grande étude phylogénétique des notosuchiens en 2014, Diego Pol et ses collègues le placent parmi les Ziphosuchia, un clade de Notosuchia, en notant toutefois que cette position demande à être confirmée au regard de l'aspect très fragmentaire du fossile disponible.